# HMS Antares (A502)
HMS Antares (A502) är det andra i en serie av fem skolfartyg av Altair-klass som byggdes på Djupviks varv på Tjörn. Fartyget sjösattes 2008 och levererades till svenska marinen för tjänst som utbildningsfartyg inom Sjöstridsskolan under mars 2009.
Namnet har hon fått från stjärnan Antares. Namnen har tidigare burits av torpedbåten HMS Antares (T109). 